# DjVuLibre
DjVuLibre — набор библиотек и утилит для просмотра, создания и редактирования DjVu-файлов.
DjVuLibre является свободным программным обеспечением, написанным на языке программирования C++, и предназначенным для работы в операционных системах Linux, macOS и других UNIX-подобных, Windows.

## Утилиты
В пакет DjVuLibre входит набор консольных утилит для выполнения различных операций над DjVu-файлами:
- any2djvu — онлайн-конвертирование различных графических форматов в формат DjVu[7].
- bzz — кодирование/декодирование алгоритмом BZZ, который часто используется в DJVU-файлах.
- c44 — конвертирование цветных изображений формата PPM или JPEG в DjVu (IW44).
- cjb2 — конвертирование бинарных изображений (однотоновых чёрно-белых) формата PBM или TIFF в DjVu (JB2).
- cpaldjvu — конвертирование изображений с небольшим количеством цветов (например, в оттенках серого) в PNM-форматах PPM или PGM в DjVu .
- csepdjvu — кодирование "разделённых файлов" в один DjVu-файл .
- ddjvu — конвертирование DjVu-файла в различные другие графические форматы: PBM, PGM, PPM (PNM), RLE, TIFF и PDF.
- djvups — конвертирование DjVu в PostScript.
- djvm — удаление и вставка страниц в DjVu-файле, объединение отдельных DjVu-файлов в один документ.
- djvmcvt — конвертация из многостраничного DjVu-документа, состоящего из нескольких файлов, связанных индексным файлом) в один связный (bundled) DjVu-файл, и наоборот.
- djvused — создание и редактирование аннотаций, скрытого текстового слоя, миниатюрных изображений и др.
- djvutxt — извлечение скрытого текста из DjVu-файлов.
- djvudump — отображение технической информации о DjVu-файлах (размер и разрешение страниц в пикселях, значение гамма-коррекции и другой информации).
- djvuextract - извлечение составляющих (BG44 (IW44), Sjbz(JB2) и т.д. ) из DjVu-файлов.
- djvumake — создание DjVu-файлов.
- djvudigital — конвертирование PDF и PostScript документов в формат DjVu.

Кроме того, проектом DjVuLibre разработана программа DjView с графическим интерфейсом для просмотра djvu-файлов, которая устанавливается отдельным пакетом.

## Использующие DjVuLibre программы
Windows: WinDjView, DjVuReader.
Linux: DjView, Evince, Okular.